# اداره پولی هنگ کنگ
اداره پولی هنگ کنگ (انگلیسی: Hong Kong Monetary Authority) بانک مرکزی هنگ کنگ است، که در سال ۱۹۹۳ تأسیس شد.